# مايكل بروس كاري
مايكل بروس كاري (بالإنجليزية: Michael Curry)‏ (و. 1953  م) هو قسيس أمريكي، ولد في شيكاغو.

## مناصب
تولى منصب List of presiding bishops of the Episcopal Church in the United States of America ‏ (منذ 1 نوفمبر 2015).

## التعليم
تعلم في جامعة ويك فورست، وكلية اللاهوت في جامعة ييل ‏.